# Wojna o Ferrarę

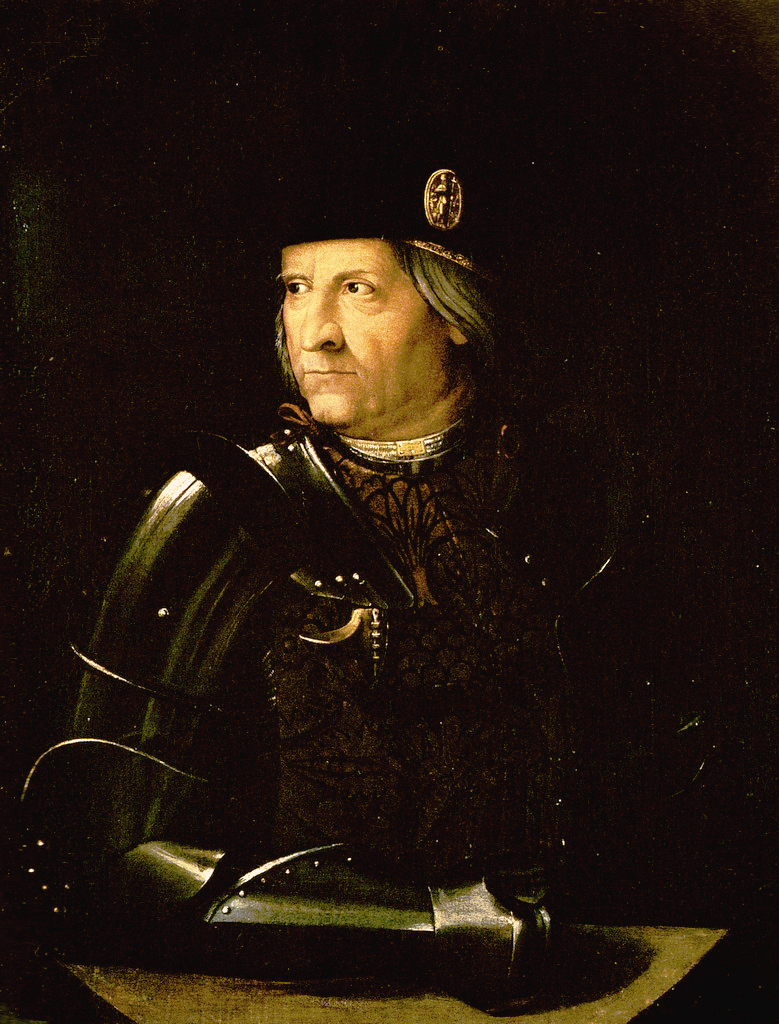
Ercole I d'Este

Wojna o Ferrarę, albo wojna solna (wł. Guerra del sale) – konflikt zbrojny w północnej Italii, który rozegrał się w latach 1482–1484 między Ferrarą rządzoną przez księcia Ercole I d’Este, a siłami Państwa Kościelnego pod rządami papieża Sykstusa IV oraz sprzymierzonymi z nim wojskami weneckimi. Wojna ta zakończyła się pokojem w Bagnolo 7 sierpnia 1484.
Na początku 1482 za poduszczeniem Girolamo Riario, siostrzeńca papieża Sykstusa IV, pana Imola i Forlì, Republika Wenecka wypowiedziała wojnę Ferrarze. W kontekście klęsk poniesionych przez Wenecję w walce z Imperium Osmańskim, Serenissima była zdecydowana rozszerzyć swoje wpływy w Italii. Ferrara nie była przypadkowym celem, ponieważ rozwinęła handel solą przez port w Comacchio, co wydawało się zagrożeniem interesów weneckich.
Bezpośrednią przyczyną wojny była kwestia zatargu z przedstawicielstwem weneckim w Ferrarze. Wenecja bowiem miała w tym mieście swego przedstawiciela zwanego visdominio, który troszczył się o obywateli Republiki. W 1481 polecił on aresztować księdza za długi, co pociągnęło za sobą ekskomunikę ze strony biskupa Ferrary i usunięcie przedstawiciela z miasta. Był to casus belli i Wenecja wypowiedziała Ferrarze wojnę. Z Wenecją sprzymierzone było Państwo Kościelne, Genua i Monferrato. Po stronie Ferrary opowiedzieli się król Neapolu Ferdynand I, Fryderyk II Gonzaga z Mantui, pan Bolonii Giovanni II Bentivoglio, książę Florencji Wawrzyniec Medyceusz i Federico da Montefeltro, książę Urbino.

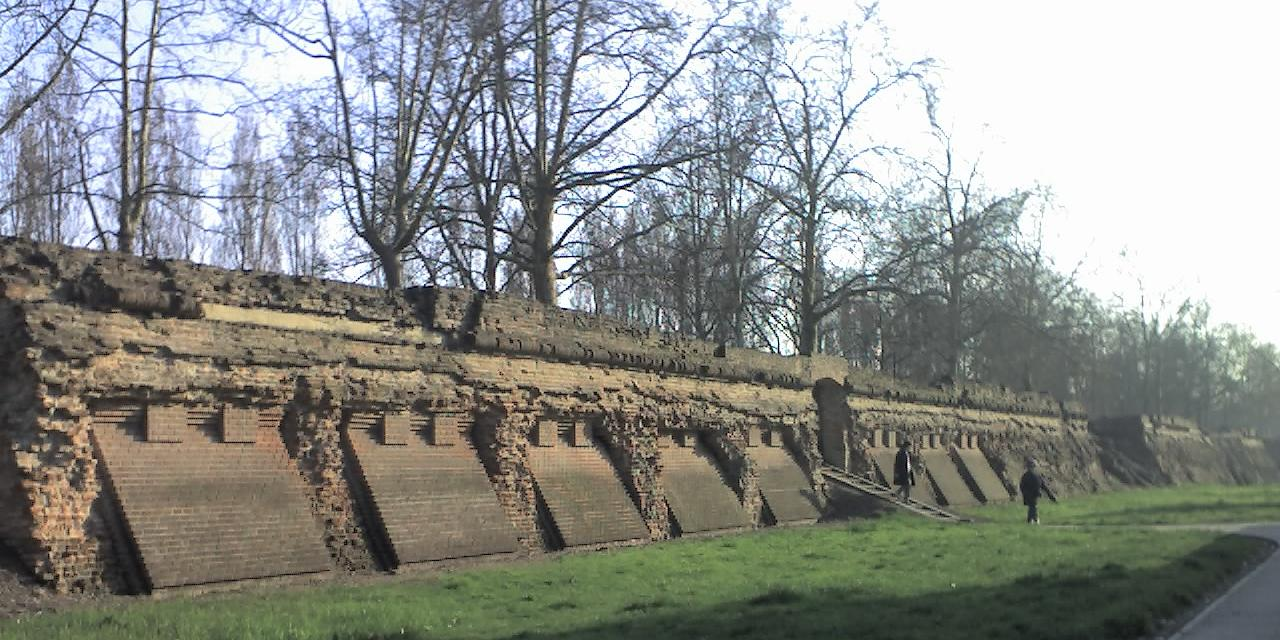
Mury obronne Ferrary

Wojska weneckie dowodzone przez Roberto Sanseverino zaatakowały Ferrarę od północy, zajmując terytorium Rovigo (17 sierpnia), Argenta, grabiąc Comacchio i oblegając Ficarolo. W listopadzie 1482 siły weneckie przekroczyły Pad i stanęły pod murami Ferrary, oblegając ją. W tym czasie papież zawarł pokój z Ferdynandem Aragońskim i pozwolił jego wojskom przejść przez terytorium Państwa Kościelnego na pomoc Ferrarze. Na pomoc przybył również siły florenckie i Wenecja znalazła się w trudnej sytuacji. W dodatku siły weneckie wdały się w walkę z Mediolanem. W interesie papieża było zaś dążenie do osłabienia sojuszniczej Wenecji, aby ta nie urosła zbytnio w siłę. Wszystkie siły dążyły więc do zawarcia pokoju.
Wojna zakończyła się traktatem w Bagnolo, 7 sierpnia 1484. Ercole d’Este musiał oddać tereny Rovigo Wenecji oraz zaakceptować zależność Ferrary od Państwa Kościelnego.